# Bibi Blocksberg et le Secret des chouettes bleues
Série
Bibi Blocksberg, l'apprentie sorcière
(2002)
Pour plus de détails, voir Fiche technique et Distribution.
Bibi Blocksberg et le Secret des chouettes bleues, (Bibi Blocksberg und das Geheimnis der blauen Eulen) est un film fantastique allemand réalisé par Franziska Buch, sorti en 2004.
En France, Bibi Blocksberg et le Secret des chouettes bleues est sorti directement en DVD le 13 novembre 2007.

## Synopsis
La suite des aventures de Bibi, la petite sorcière. Bibi part en vacances dans un pensionnat où elle se crée de nouvelles amitiés.

## Fiche technique
- Titre original : Bibi Blocksberg und das Geheimnis der blauen Eulen
- Titre français : Bibi Blocksberg et le Secret des chouettes bleues
- Réalisation : Franziska Buch
- Scénario : Elfie Donnelly
- Musique : Enjott Schneider
- Décors : Susann Bieling et Uwe Szielasko
- Costumes : Eveline Stösser
- Photographie :  Axel Block
- Son : Michael Kranz, Abi Schneider, Friedrich M. Dosch, Christoph von Schönburg
- Montage : Barbara von Weitershausen
- Production : Karl Blatz et Uschi Reich

Production exécutive : Jan S. Kaiser
Production déléguée : Bernd Krause
Coproduction : Gustav Ehmck
- Sociétés de production[5] : Bavaria Filmverleih- und Produktions GmbH, Bayerischer Rundfunk, Gustav Ehmck Filmproduktion et Kiddinx Entertainment
- Sociétés de distribution : 
  - Allemagne : Constantin Film, EuroVideo (DVD)
  - Belgique : Ketnet (diffusion TV)
  - France : Metropolitan Filmexport (sortie directement en DVD)
- Pays d'origine :  Allemagne
- Langue originale : allemand
- Format[6] : couleur - 35 mm - 1,85:1 (Panavision) - son Dolby Digital
- Genre : comédie, fantastique, aventures
- Durée : 119 minutes
- Dates de sortie[4] :
  - Allemagne : 30 septembre 2004
  - France : 13 novembre 2004 (sortie directement en DVD)
- Classification[7] :
  -  Allemagne : Tous publics (FSK 0).
  -  France : Tous publics.

## Distribution
Sauf indication contraire, les informations mentionnées dans cette section peuvent être confirmées par la base de données cinématographiques IMDb,  présente dans la section « Liens externes ».
- Sidonie von Krosigk : Bibi Blocksberg
- Katja Riemann : Barbara Blocksberg
- Ulrich Noethen : Bernhard Blocksberg
- Corinna Harfouch : Rabia
- Monica Bleibtreu : Walpurgia
- Marie Luise Stahl : Elea
- Edgar Selge : Quirin Bartels
- Nina Petri : Tante Lissy
- Anja Sommavilla : Schubia
- Elea Geissler : Arkadia
- Frederick Lau : David
- Elisa Becker : Carina
- Theresa Schwierske : Sarah
- Danne Hoffmann : Mme Jahn
- Henning Vogt : M. Hulkovic
- Lupe Linthe : Rufus
- Walter Nickel : Dr. Fröhlich
- Edeltraud Schubert : Vieille sorcière
- Roland Jaeger : Père d'Elea
- Kerstin Feuerer : Mère d'Elea
- Carlotta Luisa Rausch : Elea à 5 ans
- Rhoda Kaindl : Mère de Carina

## Distinctions
En 2005, Bibi Blocksberg et le Secret des chouettes bleues a été sélectionné six fois dans diverses catégories et a remporté trois récompenses.

### Récompenses
- Festival du film de Munich 2005 : Éléphant blanc décerné à Franziska Buch.
- Festival international du film pour enfants de Chicago (Chicago International Children's Film Festival) 2005 :
  - Prix du jury des enfants du Meilleur long métrage ou vidéo d'action en direct décerné à Franziska Buch.

### Nominations
- Prix Undine (Undine Awards) 2005 :
  - Meilleure jeune actrice dans un second rôle pour Elea Geissler,
  - Meilleur espoir féminin pour Elisa Becker.